# Гран-при Финляндии по фигурному катанию
Гран-при Финляндии (или Grand Prix Helsinki (англ. ISU Grand Prix of Figure Skating Helsinki), Grand Prix Espoo (англ. ISU Grand Prix of Figure Skating Grand Prix Espoo), Finlandia Trophy (англ. ISU GP Finlandia Trophy)) — международный турнир по фигурному катанию, который проходит в рамках серии Гран-при. Организатор турнира — Ассоциация фигурного катания Финляндии. Соревнования проходят в следующих категориях: мужское и женское одиночное катание, парное фигурное катание и танцы на льду. Первый турнир состоялся в Хельсинки в 2018 году. В 2022 году соревнования прошли в Эспоо.

## История
Впервые этап Гран-при в Финляндии состоялся в ноябре 2018 года в Хельсинки. Третий этап Гран-при сезона 2018/19 Cup of China должен был состояться в Китае, однако из-за проведения ремонтных работ на объектах к зимним Олимпийским играм 2022 года Китайская ассоциация фигурного катания отказалась от проведения этапа Гран-при. Финляндия была выбрана принимающей стороной.
Во второй раз Финляндия получила возможность провести этап Гран-при в 2022 году после того, как российский этап Rostelecom Cup решением Международного союза конькобежцев был отменён из-за вторжения России в Украину.

## Медалисты

### Мужчины
| Год  | Место проведения | Золото       | Серебро        | Бронза          |
| 2018 | Хельсинки        | Юдзуру Ханю  | Михал Бржезина | Чха Джунхван    |
| 2022 | Эспоо            | Илья Малинин | Сюн Сато       | Кевин Эймоз     |
| 2023 | Эспоо            | Као Миура    | Сюн Сато       | Кевин Эймоз     |
| 2024 | Хельсинки        | Юма Кагияма  | Кевин Эймоз    | Даниэль Грассль |

### Женщины
| Год  | Место проведения | Золото         | Серебро                  | Бронза            |
| 2018 | Хельсинки        | Алина Загитова | Станислава Константиновa | Каори Сакамото    |
| 2022 | Эспоо            | Маи Михара     | Луна Хендрикс            | Мана Кавабэ       |
| 2023 | Эспоо            | Каори Сакамото | Рион Сумиёси             | Эмбер Гленн       |
| 2024 | Хельсинки        | Хана Ёсида     | Рино Мацуикэ             | Лара Наки Гутманн |

### Парное катание
| Год  | Место проведения | Золото                               | Серебро                              | Бронза                               |
| 2018 | Хельсинки        | Наталья Забияко / Александр Энберт   | Николь Делла Моника / Маттео Гуаризе | Дарья Павлюченко / Денис Ходыкин     |
| 2022 | Эспоо            | Ребекка Гиларди / Филиппо Амброзини  | Алиса Ефимова / Рюбен Бломмарт       | Анастасия Метёлкина / Даниил Паркман |
| 2023 | Эспоо            | Минерва Фабьен Хазе / Никита Володин | Сара Конти / Никколо Мачии           | Мария Павлова / Алексей Святченко    |
| 2024 | Хельсинки        | Дианна Стеллато-Дудек / Максим Дешам | Мария Павлова / Алексей Святченко    | Ребекка Гиларди / Филиппо Амброзини  |

### Танцы на льду
| Год  | Место проведения | Золото                            | Серебро                                | Бронза                              |
| 2018 | Хельсинки        | Александра Степанова / Иван Букин | Шарлен Гиньяр / Марко Фаббри           | Лоррейн Макнамара / Куинн Карпентер |
| 2022 | Эспоо            | Пайпер Гиллес / Поль Пуарье       | Кейтлин Хавайек / Жан-Люк Бейкер       | Юлия Турккила / Маттиас Верслуйс    |
| 2023 | Эспоо            | Мэдисон Чок / Эван Бейтс          | Лоранс Фурнье-Бодри / Николай Сёренсен | Юлия Турккила / Маттиас Верслуйс    |
| 2024 | Хельсинки        | Лайла Фир / Льюис Гибсон          | Пайпер Гиллес / Поль Пуарье            | Юлия Турккила / Маттиас Верслуйс    |